# Напад Ирана на Израел 2024.
Дана 13. априла 2024. године, ирански Корпус гарде исламске револуције, у координацији са милитантном групом Хути из Јемена и милитантним групама које подржава Иран, из Сирије и Ирака, је покренуо напад на Израел под кодним називом Операција Истина обећања (перс. قول صادقانه), коришћењем дронова, крстарећих и балистичких пројектила.  Напади су покренути као одговор на израелско бомбардовање иранске амбасаде у Дамаску 1. априла. Ово је прва директна војна конфронтација између две земље од почетка Иранско-израелског сукоба.
Раније су две земље имале Иранско-израелски сукоб, познат и као Иранско-израелски прокси рат или Иранско-израелски хладни рат . У израелско-палестинском сукобу, Иран је подржао палестинске терористичке групе као што је Хамас. Израел је подржавао иранске побуњенике као што су ирански народни муџахедини , извео је ваздушне нападе на иранске савезнике у Сирији и убио иранске нуклеарне научнике. Израелске снаге су 2018. директно напале иранске снаге у Сирији.

## Позадина
Дана 7. октобра 2023. године ,ХАМАС  са подршком Ирана, извршио је напад на југу Израела, што је резултирало смрћу 1.200 особа. Израел је одговорио лансирајући текућу израелску инвазију Газе, која је довела до смрти више од 33.000 људи до сада, а Иран је оптужио Израел да је извршио геноцид против Палестинца у Гази.
После 7. октобра, Хезболах у Либану, који подржава Иран, почео је да напада северни Израел. Од почетка рата забележено је преко 4.400 насилних инцидената између Хезболаха и Израела,  а приближно 100.000 Израелаца је евакуисано из северног Израела од почетка сукоба.
Дана 1. априла 2024. године, зграда иранског конзулата поред иранске амбасаде у Дамаску, у Сирији, погођена је израелским ваздушним нападом, убивши 16 људи, укључујући бригадног генерала Мохамеда Резу Захедија, вишег команданта Корпуса Исламске револуционарне гарде (Корпуса гарде Исламске револуције и седам других официра ИРГЦ-а. Убрзо након напада, Иран је обећао освету  са извештајима који сугеришу да је то потенцијални мотив за ваздушни напад. Иран је тврдио да је зграда део комплекса амбасаде, док је Израел тврдио да је то зграда коју користи Иранска револуционарна гарда и која се налази изван ограђеног комплекса амбасаде. Многе земље и међународне организације осудиле су напад. Сједињене Државе су негирале умешаност или претходно сазнање.
У недељама које су претходиле нападу, Сједињене Државе, Француска, Немачка и Уједињено Краљевство су упозориле Иран да не напада Израел и да би такав напад представљао велику ескалацију и могао би довести до војног одговора Запада против Ирана. Израел је упозорио Иран да би такав напад могао довести до директног израелског војног одговора на иранском тлу.
Иран је након тога запретио да ће напасти војне базе Сједињених Држава ако интервенише и одбрани Израел почетком априла 2024. Саудијска Арабија, Уједињени Арапски Емирати, Оман и Кувајт су наводно предузели кораке да спрече САД да искористе своје базе на њиховим територијама за могући напад на Иран.

## Напад

### Лансирање дронова и ракета
Увече 13. априла 2024. Иран је покренуо напад беспилотним летелицама и ракетама на Израел, гађајући — између осталих непотврђених путања — локације на Голанској висоравни и региону Арада и две ваздушне базе у пустињи Негев. Састојао се од више од 200 пројектила и дронова, укључивао је балистичке ракете.Портпарол израелске војске рекао је да је Иран лансирао 170 дронова, 30 крстарећих пројектила и 120 балистичких пројектила.  Према портпаролу ИДФ Данијелу Хагарију , око 350 ракета је лансирано на Израел из Ирана, Ирака, Либана и Јемена.
Према речима иранског начелника штаба Мохамеда Багерија , међу главним циљевима је била ваздушна база Неватим из које је Израел извршио напад на ирански конзулат, као и обавештајни центар у делу планине Хермон који је окупирао Израел , који је снабдевао обавештајне податке. Операција је била ограничена на узвратни напад на израелски напад на ирански конзулат.Друге мете су укључивале ваздухопловну базу Рамон на југу Израела,  Тел Авив и Димону у којој се налази нуклеарно постројење .Коришћена тактика се састојала од засићења Гвоздене куполе и Давидове праћке са првим таласом стотина камиказа дронова како би се очистио пут десетинама балистичких пројектила у другом таласу. 
Хезболах је саопштио да је лансирао десетине ракета Град на израелску локацију противваздушне одбране на Голанској висоравни коју су окупирале ИДФ . Група је саопштила да се напад догодио нешто после поноћи по локалном времену.
Да би се припремио за напад, Израел је, поред Ирака, Јордана, Либана, Сирије и Кувајта, затворио свој ваздушни простор 13. априла. Иран је само затворио свој ваздушни простор за ВФР летове,  а Египат је своју противваздушну одбрану ставио у стање високе приправности. 

### Одговор Израела
Израел је користио системе противваздушне одбране да обори долазеће оружје,  и ометао електронске системе за навођење да би пореметио навигацију пројектила.  Многи дронови су оборени док су летели изнад Сирије.  Израел је рекао да је 99% наоружања успешно пресретнуто,  и да је његово ваздухопловство пресрело 25 крстарећих пројектила ван земље.
Отприлике у 2:00 сата по локалном времену 14. априла, у Јерусалиму су се чуле експлозије , док су се сирене за ваздушне нападе огласиле широм Израела, Западне обале и Мртвог мора . Није познато да ли су експлозије биле пресретање пројектила од стране Гвоздене куполе или ракетни удари.
Авион ИДФ-а погодио је војне циљеве у јужном Либану који припадају Хезболаховим Радван снагама.

### Активност осталих земаља
Сједињене Државе су координирале мултинационалну одбрану Израела, од северног Ирака до јужног Персијског залива, из Комбинованог центра за ваздушне операције у ваздушној бази Ал Удеид у Катару. САД, Уједињено Краљевство, Француска и Јордан су користиле сопствене снаге за пресретање иранских пројектила,а Француска је распоредила своју морнарицу да обезбеди радарско покривање.
Амерички авиони су наводно уништили више од 80 иранских пројектила – више од половине пројектила које је претило Израелу – прије него што је досегло своје циљеве. САД нису објавиле одакле је њихов авион лансиран и да ли је неко имао седиште у Саудијској Арабији.
Ратни авиони Тајфун Краљевског ваздухопловства оборили су неодређени број иранских дронова, што је потврдио британски премијер Риши Сунак , летелице су већ деловале у сиријском и ирачком ваздушном простору као део операције Шејдер за борбу против Исламске државе .
Јордан се налази између Ирана и Израела и припремио је своју противваздушну одбрану да пресретне беспилотне летелице и ракете које су нарушиле његов ваздушни простор. Иран је упозорио Јордан на сваку могућу акцију подршке Израелу,али је Јордан ипак отворио свој ваздушни простор за америчке и израелске ратне авионе.

### Штета и жртве напада
Иран је тврдио да је тактика засићења помоћу дронова успела да порази израелску противваздушну одбрану и оштети базе коришћене у нападу на ирански конзулат.Иран је тврдио да је нанета значајна штета и ваздушним базама и једној обавештајној бази на Голанској висоравни .
Високи амерички званичник је изјавио да је пет иранских балистичких пројектила погодило ваздушну базу Неватим , наневши штету транспортном авиону Ц-130 , неискоришћену писту и празна складишта. Поред тога, четири друге балистичке ракете погодиле су ваздухопловну базу Рамон .
Није било мртвих, али је пријављен већи број повређених. Седмогодишња девојчица је тешко повређена гелерима од пресретања у области Арада .  Најмање 31 особа је лечена, било због мањих повреда задобијених од гелера док су одлазили у заштићена подручја, или због анксиозности. 

## Последице напада
Неколико сати након почетка напада, ирански изасланик у Уједињеним нацијама изјавио је да се узвратни напад „може сматрати закљученим” и да ће Иран одговорити „јачим и одлучнијим” акцијама ако Израел „направи још једну грешку”. Такође је позвао САД да се држе подаље од иранско-израелског сукоба.  Председник Ебрахим Раиси рекао је да је Иран дао „лекцију“ Израелу кроз напад као што је обећао врховни вођа. 
Ирак, Јордан и Израел су поново отворили свој ваздушни простор убрзо након завршетка напада.  Најмање два лета из компаније Виз Ер и Роиал Јорданиан су преусмерена на Кипар са преко 700 путника.  Кипарска ваздушна команда , поред два главна аеродрома на Кипру, такође је стављена у стање високе приправности као резултат напада.
После напада, иранска економија је доживела непосредне негативне ефекте, при чему је национална валута, ријал , пала на нови минимум у односу на долар.
Израел је обећао да ће узвратити Ирану.  Према израелским изворима, Израел је планирао да започне своје прве кораке у копненој офанзиви у Рафи током недеље, али је то одложио како би размотрио свој одговор на иранске ударе на Израел.  Израелски ратни кабинет састао се 15. априла да размотри одговор на напад.

## Реакције
Израелски министар одбране Јоав Галант рекао је да је ИД на импресиван начин зауставила напад.  Галант је изјавио да је напад успешно одбијен уз помоћ Сједињених Држава и других земаља. Он је истакао могућност формирања стратешког савеза за супротстављање озбиљној и евентуално нуклеарној претњи коју представља Иран.  Израел је обећао „значајан одговор“ на иранску одмазду. 
Хамас је рекао да је иранска војна операција против Израела "природно право и заслужен одговор" на израелско бомбардовање иранског конзулата у Дамаску и убиство тамошњих лидера ИРГЦ.  Хути су рекли да су напади легитиман одговор на напад на ирански конзулат у Дамаску. 
Јордански премијер Бишер Ал Касавни је 14. априла изјавио током састанка владе да би свака регионална                                                    ескалација довела до "опасних путева", додајући да све укључене стране морају да деескалирају.  Истог дана је министар спољних послова земље Аиман Сафади је изјавио да ће Јордан предузети „све неопходне мере“ да заштити свој суверенитет и безбедност и да ће се позабавити претњама са којима се суочавају његови грађани.Сафади је такође додао да ће Јордан одговорити на исти начин без обзира да ли претња долази из Израела, Ирана или било које друге земље, и напоменуо је да би наставак рата између Израела и Хамаса и нестабилност на Западној обали довели до даљег сукоба, позивајући на решење две државе